# Ếch Iberia
Ếch Iberia (danh pháp hai phần: Rana iberica) là một loài ếch trong họ Ranidae. Chúng được tìm thấy ở Bồ Đào Nha và Tây Ban Nha. Các môi trường sống tự nhiên của chúng là sông, sông có nước theo mùa, và đầm nước. Loài này đang bị đe dọa do mất môi trường sống.

## Hình ảnh

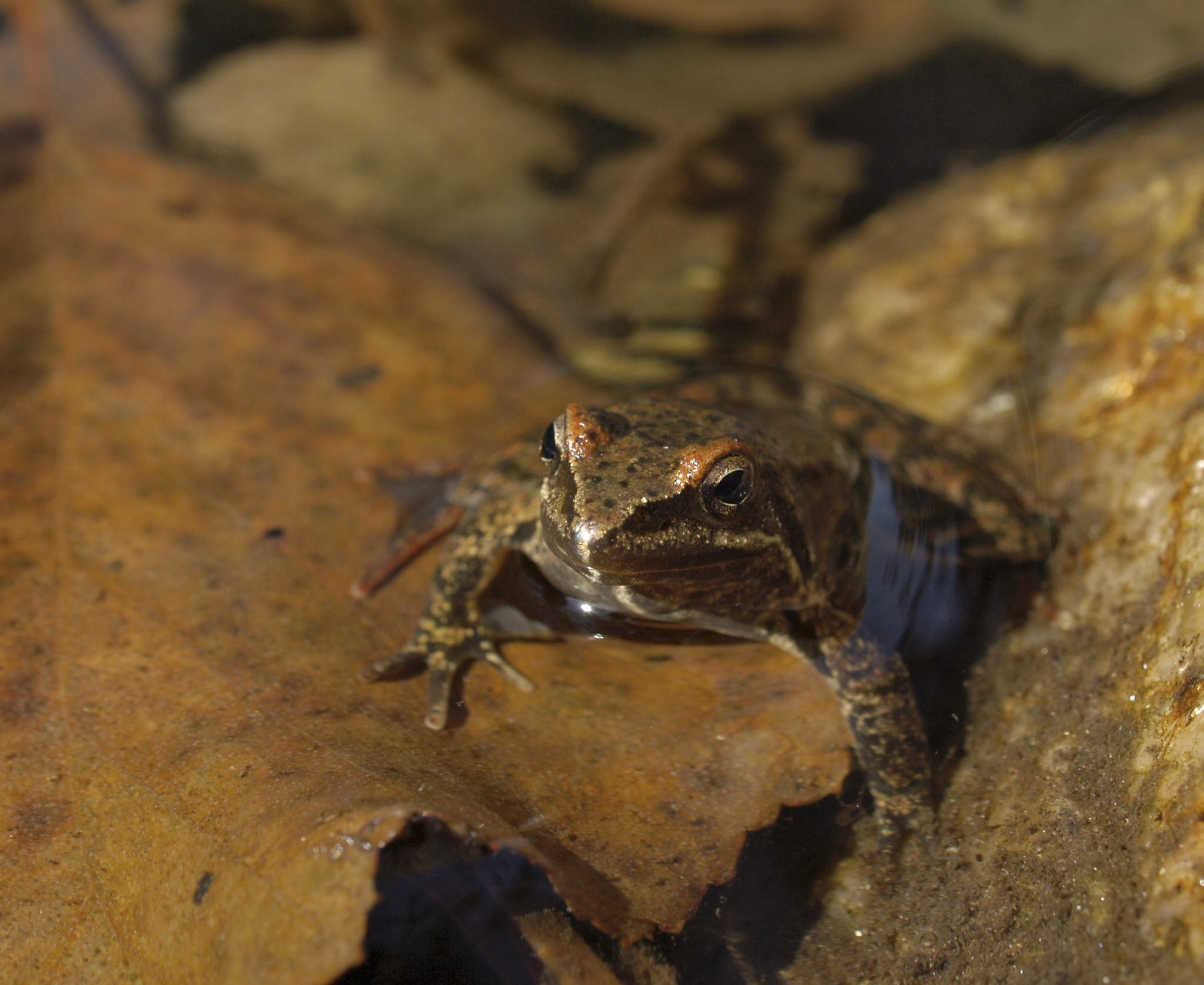
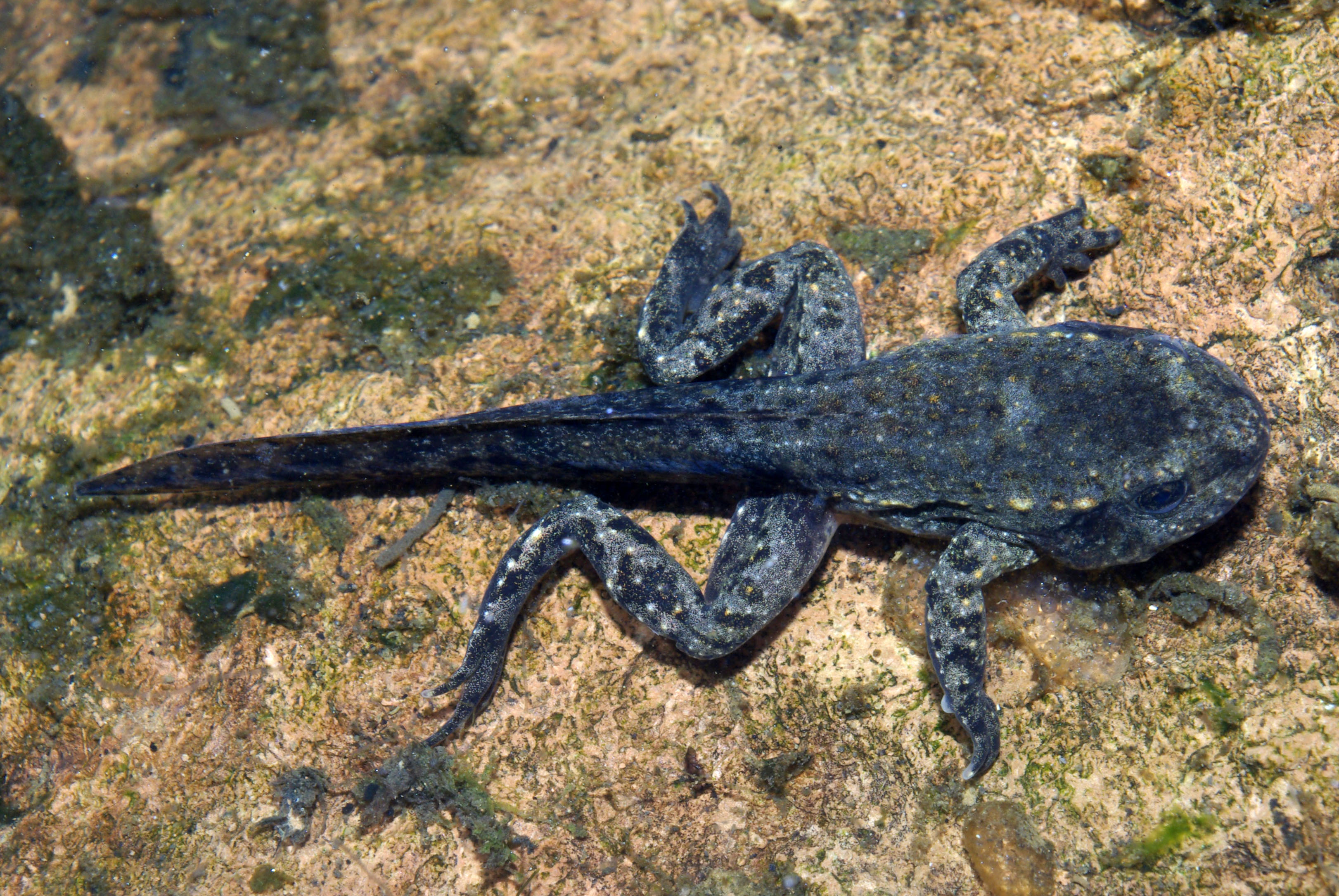
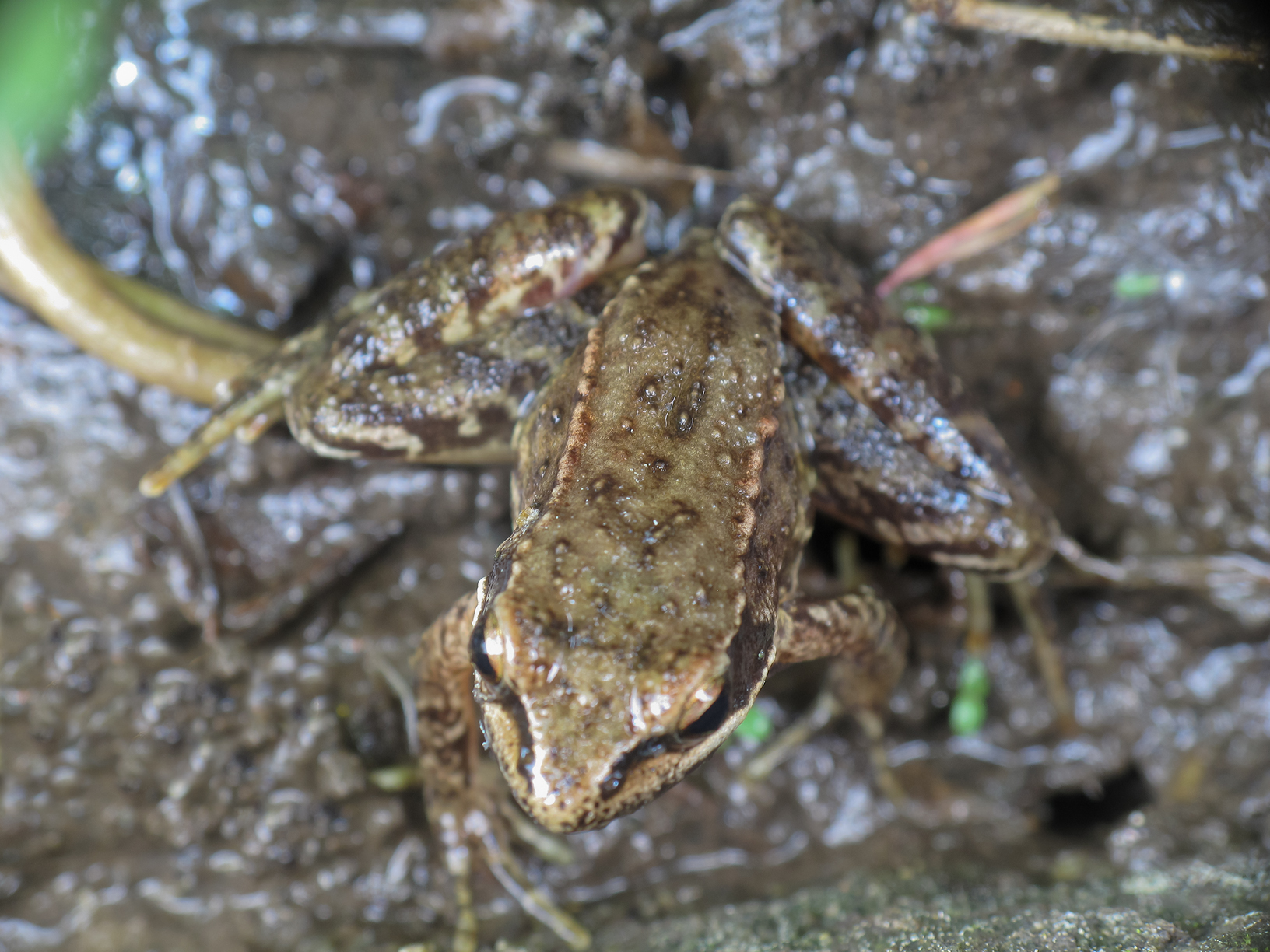
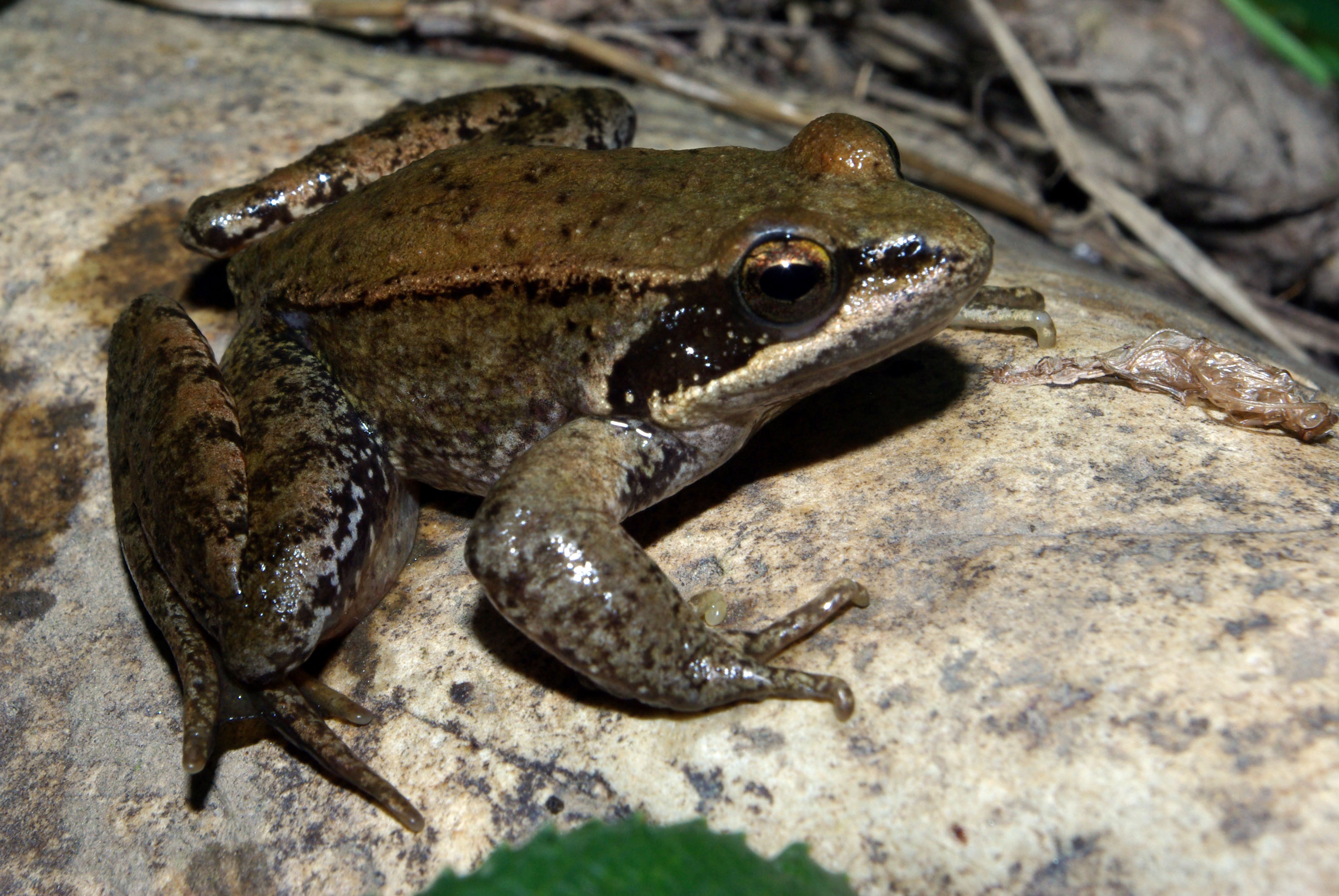